# Benjamin Constant do Sul
Benjamin Constant do Sul is een gemeente in de Braziliaanse deelstaat Rio Grande do Sul. De gemeente telt 2.188 inwoners (schatting 2009).